# Truetone
Um Truetone (também conhecido como mastertone ou realtone) é um ringtone que tenha sido codificado em formato MP3, AAC ou WMA. Esse tipo de toque permite uma maior fidelidade às canções originais, por tocar a música com a voz do cantor.